# Trophée Silvio Berlusconi
Pour des articles plus généraux, voir Associazione Calcio Milan et Associazione Calcio Monza.
Le trophée Silvio-Berlusconi (en italien : Trofeo Silvio Berlusconi) est un match amical de football créé en 2023, à la suite de la mort de Silvio Berlusconi, ancien président de l'AC Milan et de l'AC Monza, le 12 juin 2023. Il se déroule au mois d'août.
Créé par les deux clubs, il se dispute en alternance à Monza et à Milan. La première édition, au stade Brianteo, est remportée par l'AC Milan aux tirs au but après un match nul 1-1.

## Palmarès
| Année | Date         | Stade          | Vainqueur                                           | Score | Finaliste               | TAB |
| ----- | ------------ | -------------- | --------------------------------------------------- | ----- | ----------------------- | --- |
| 2023  | 8 août 2023  | Stade Brianteo | AC Milan · Pulisic 32e                              | 1 - 1 | AC Monza · Colpani 29e  | 6-5 |
| 2024  | 13 août 2024 | San Siro       | AC Milan · Saelemaekers 11e Jović 47e Reijnders 56e | 3 - 1 | AC Monza D. Maldini 34e |     |

## Bilan

### Victoires
- 2 : AC Milan : 2023 et 2024[5]

#### Record de victoires consécutives
- 2 : AC Milan : 2023, 2024

### Buts

#### Par joueur
| 1 but - Christian Pulisic (AC Milan) - Andrea Colpani (AC Monza) - Alexis Saelemaekers (AC Milan) - Daniel Maldini (AC Monza) - Luka Jović (AC Milan) - Tijjani Reijnders (AC Milan) |

#### Par équipe
- AC Milan : 4
- AC Monza : 2